# The Heir of the Future
The Heir of the Future  (рус. Наследник будущего) — третий студийный альбом украинской группы Flying, вышедший в 2004 году.

## Об альбоме
По словам вокалиста группы Виктора Озолина, название альбома имеет прямую связь с обложкой группы и концептуально вытекает из него.

## Список композиций
1. The Inheritence — 02:14
2. In Hope of a New Sky — 04:43
3. My Angel — 04:43
4. Lost Wings — 04:47
5. I Don’t Believe In You — 06:26
6. When Faith Dies — 04:47
7. Angel’s Love — 05:17
8. False — 06:51
9. Lovefire — 04:06
10. The Last Love Song — 02:47